# Thỏ châu Âu
Thỏ châu Âu, tên khoa học Oryctolagus cuniculus, là một loài động vật có vú trong họ Leporidae, bộ Thỏ, được Linnaeus mô tả năm 1758. Chúng là loài thỏ bản địa Tây Nam châu Âu (Tây Ban Nha và Bồ Đào Nha), được du nhập rộng rãi ở những nơi khác và gây ra hiệu ứng tàn phá đa dạng sinh học địa phương. Tuy nhiên, sự suy giảm trong phạm vi nguồn gốc của nó (do các bệnh myxomatosis và bệnh calicivirus thỏ cũng như về săn bắn và mất môi trường sống) đã gây ra sự suy giảm của các loài săn mồi phụ thuộc vào loài thỏ này như linh miêu Iberia và đại bàng hoàng đế Tây Ban Nha. Nó được biết đến như là một loài xâm lấn đối với một thực tế nó đã được giới thiệu với các nước trên tất cả các châu lục ngoại trừ châu Nam Cực và châu Phi cận Sahara, và gây ra nhiều vấn đề trong môi trường và hệ sinh thái. Úc chịu vấn nạn nhất với thỏ châu Âu, do không có động vật ăn thịt kiểm soát loài thỏ này.
Các nhà chức trách quốc gia Bồ Đào Nha (ICNB) xếp hạng loài thỏ như gần bị đe dọa, trong khi nhà chức trách Tây Ban Nha mới đây lại được phân loại là dễ bị tổn thương tại Tây Ban Nha.
Trong năm 2008, thỏ châu Âu đã được Liên minh Bảo tồn thế giới (IUCN) tái phân loạivào nhóm "sắp bị đe dọa" trong phạm vi nguồn gốc do mức độ suy giảm gần đây.